# توینک کاپلان
توینک کاپلان (به انگلیسی: Twink Caplan) (زاده ۲۵ دسامبر ۱۹۴۷) بازیگر آمریکایی است.
از فیلم‌های معروف او می‌توان به بازی در فیلم ببین کی داره حرف می‌زنه، ببین دیگه کی داره حرف می‌زنه، من هرگز نمی‌تونم همسر تو باشم، بازنده و دوباره عاشق شدن اشاره کرد.